# League of Ireland 2015
Die League of Ireland 2015 (offiziell: Airtricity League nach dem Ligasponsor Airtricity) war die 95. Spielzeit der höchsten irischen Fußballliga. Die Saison begann am 6. März 2015 und endete am 30. Oktober 2015.
Titelverteidiger Dundalk FC wurde zum elften Mal Meister.

## Modus
Die zwölf Mannschaften spielten jeweils dreimal gegeneinander. Jedes Team absolvierte dabei 33 Saisonspiele. Der Tabellenletzte stieg direkt ab, der Vorletzte musste in die Relegation.

## Vereine
| Verein                | Wappen                | Stadt    | Stadion            | Kapazität |
| --------------------- | --------------------- | -------- | ------------------ | --------- |
| Bohemians Dublin      | Bohemians Dublin      | Dublin   | Dalymount Park     | 7.955     |
| Bray Wanderers        | Bray Wanderers        | Bray     | Carlisle Grounds   | 3.250     |
| Cork City             | Cork City             | Cork     | Turners Cross      | 7.365     |
| Derry City            | Derry City            | Derry    | Brandywell Stadium | 7.700     |
| Drogheda United       | Drogheda United       | Drogheda | Hunky Dorys Park   | 2.000     |
| Dundalk FC            | Dundalk FC            | Dundalk  | Oriel Park         | 6.000     |
| Galway United         | Galway United         | Galway   | Eamonn Deacy Park  | 5.000     |
| Limerick 37           | Limerick 37           | Limerick | Jackman Park       | 3.000     |
| Longford Town         | Longford Town         | Longford | Flancare Park      | 6.850     |
| Shamrock Rovers       | Shamrock Rovers       | Dublin   | Tallaght Stadium   | 5.947     |
| Sligo Rovers          | Sligo Rovers          | Sligo    | The Showgrounds    | 5.500     |
| St Patrick’s Athletic | St Patrick’s Athletic | Dublin   | Richmond Park      | 5.340     |

## Abschlusstabelle
| Pl. | Verein                    | Sp. | S  | U  | N  | Tore    | Diff. | Punkte |
| --- | ------------------------- | --- | -- | -- | -- | ------- | ----- | ------ |
| 1.  | Dundalk FC (M)            | 33  | 23 | 9  | 1  | 078:230 | +55   | 78     |
| 2.  | Cork City                 | 33  | 19 | 10 | 4  | 057:250 | +32   | 67     |
| 3.  | Shamrock Rovers           | 33  | 18 | 11 | 4  | 056:270 | +29   | 65     |
| 4.  | St Patrick’s Athletic (P) | 33  | 18 | 4  | 11 | 052:340 | +18   | 58     |
| 5.  | Bohemians Dublin          | 33  | 15 | 8  | 10 | 049:420 | +7    | 53     |
| 6.  | Longford Town (N)         | 33  | 10 | 9  | 14 | 041:530 | −12   | 39     |
| 7.  | Derry City                | 33  | 9  | 8  | 16 | 032:420 | −10   | 35     |
| 8.  | Bray Wanderers            | 33  | 9  | 6  | 18 | 027:510 | −24   | 33     |
| 9.  | Galway United (N, R)      | 33  | 9  | 4  | 20 | 039:610 | −22   | 31     |
| 10. | Sligo Rovers              | 33  | 7  | 10 | 16 | 039:550 | −16   | 31     |
| 11. | Limerick 37               | 33  | 7  | 8  | 18 | 046:730 | −27   | 29     |
| 12. | Drogheda United           | 33  | 7  | 7  | 19 | 032:620 | −30   | 28     |

| (M) | amtierender irischer Meister     |
| (P) | amtierender irischer Pokalsieger |
| (N) | Neuaufsteiger                    |
| (R) | Sieger der Relegation            |

## Kreuztabelle
Die Kreuztabelle stellt die Ergebnisse aller Spiele dieser Saison dar. Die Heimmannschaft ist in der mittleren Spalte aufgelistet und die Gastmannschaft in der obersten Reihe. Die Ergebnisse sind immer aus Sicht der Heimmannschaft angegeben.
| Hinrunde (Runden 1–22) | Hinrunde (Runden 1–22) | Hinrunde (Runden 1–22) | Hinrunde (Runden 1–22) | Hinrunde (Runden 1–22) | Hinrunde (Runden 1–22) | Hinrunde (Runden 1–22) | Hinrunde (Runden 1–22) | Hinrunde (Runden 1–22) | Hinrunde (Runden 1–22) | Hinrunde (Runden 1–22) | Hinrunde (Runden 1–22) | 2015                  | Rückrunde (Runden 23–33) | Rückrunde (Runden 23–33) | Rückrunde (Runden 23–33) | Rückrunde (Runden 23–33) | Rückrunde (Runden 23–33) | Rückrunde (Runden 23–33) | Rückrunde (Runden 23–33) | Rückrunde (Runden 23–33) | Rückrunde (Runden 23–33) | Rückrunde (Runden 23–33) | Rückrunde (Runden 23–33) | Rückrunde (Runden 23–33) |
| Bohemians Dublin       | Bray Wanderers         | Cork City              | Derry City             | Drogheda United        | Dundalk FC             | Galway United          | Limerick 37            | Longford Town          | Shamrock Rovers        | Sligo Rovers           | St Patrick’s Athletic  | Verein                | Bohemians Dublin         | Bray Wanderers           | Cork City                | Derry City               | Drogheda United          | Dundalk FC               | Galway United            | Limerick 37              | Longford Town            | Shamrock Rovers          | Sligo Rovers             | St Patrick’s Athletic    |
| ---------------------- | ---------------------- | ---------------------- | ---------------------- | ---------------------- | ---------------------- | ---------------------- | ---------------------- | ---------------------- | ---------------------- | ---------------------- | ---------------------- | --------------------- | ------------------------ | ------------------------ | ------------------------ | ------------------------ | ------------------------ | ------------------------ | ------------------------ | ------------------------ | ------------------------ | ------------------------ | ------------------------ | ------------------------ |
|                        | 0:0                    | 1:1                    | 4:2                    | 0:1                    | 0:3                    | 2:0                    | 2:1                    | 2:0                    | 3:1                    | 1:0                    | 0:1                    | Bohemians Dublin      |                          | −                        | 0:1                      | −                        | −                        | 2:2                      | 3:0                      | −                        | 1:1                      | −                        | −                        | 2:0                      |
| 0:1                    |                        | 0:1                    | 1:0                    | 0:1                    | 0:1                    | 0:5                    | 4:0                    | 0:1                    | 0:3                    | 1:0                    | 1:0                    | Bray Wanderers        | 3:1                      |                          | 0:0                      | −                        | 1:0                      | −                        | 1:1                      | 2:2                      | −                        | 2:2                      | −                        | −                        |
| 4:0                    | 1:0                    |                        | 3:0                    | 4:1                    | 1:2                    | 2:0                    | 5:0                    | 2:0                    | 0:0                    | 3:2                    | 3:1                    | Cork City             | −                        | −                        |                          | 0:0                      | −                        | 2:2                      | 1:0                      | 2:3                      | 2:3                      | −                        | −                        | −                        |
| 1:2                    | 0:0                    | 0:2                    |                        | 3:0                    | 0:1                    | 0:2                    | 0:0                    | 3:0                    | 0:0                    | 1:1                    | 0:3                    | Derry City            | 2:3                      | 3:1                      | −                        |                          | 0:2                      | 0:2                      | −                        | −                        | −                        | 1:0                      | −                        | −                        |
| 0:1                    | 4:2                    | 1:2                    | 1:1                    |                        | 1:2                    | 2:0                    | 1:1                    | 0:3                    | 0:1                    | 3:2                    | 0:2                    | Drogheda United       | 2:2                      | −                        | 1:1                      | −                        |                          | −                        | −                        | 1:4                      | 0:3                      | −                        | 0:4                      | −                        |
| 1:2                    | 8:1                    | 1:1                    | 1:0                    | 1:0                    |                        | 3:0                    | 6:2                    | 1:0                    | 2:0                    | 3:0                    | 3:0                    | Dundalk FC            | −                        | 4:0                      | −                        | −                        | 6:0                      |                          | 0:0                      | −                        | 0:0                      | −                        | 2:2                      | 4:1                      |
| 5:3                    | 0:1                    | 1:3                    | 1:2                    | 1:0                    | 2:4                    |                        | 3:2                    | 1:2                    | 1:2                    | 0:1                    | 1:4                    | Galway United         | −                        | −                        | −                        | 0:4                      | 1:1                      | −                        |                          | 1:3                      | 4:2                      | −                        | 2:1                      | 0:1                      |
| 0:3                    | 0:1                    | 0:1                    | 0:2                    | 1:2                    | 1:1                    | 2:4                    |                        | 2:2                    | 1:1                    | 3:2                    | 1:2                    | Limerick 37           | 4:3                      | −                        | −                        | 0:2                      | −                        | 1:3                      | −                        |                          | 3:3                      | 0:2                      | −                        | 3:1                      |
| 2:1                    | 2:0                    | 1:4                    | 0:0                    | 1:1                    | 0:2                    | 0:1                    | 1:0                    |                        | 0:2                    | 1:1                    | 2:2                    | Longford Town         | −                        | 1:0                      | −                        | 4:2                      | −                        | −                        | −                        | −                        |                          | 1:3                      | 1:1                      | 0:3                      |
| 0:0                    | 1:0                    | 0:0                    | 4:1                    | 1:0                    | 2:2                    | 3:0                    | 4:1                    | 3:2                    |                        | 5:1                    | 1:0                    | Shamrock Rovers       | 1:1                      | −                        | 3:0                      | −                        | 5:3                      | 1:1                      | 2:0                      | −                        | −                        |                          | −                        | 0:2                      |
| 0:0                    | 1:3                    | 1:1                    | 1:1                    | 2:0                    | 1:2                    | 1:1                    | 1:1                    | 3:2                    | 1:2                    |                        | 0:3                    | Sligo Rovers          | 0:2                      | 3:2                      | 0:2                      | 1:0                      | −                        | −                        | −                        | 2:3                      | −                        | 1:1                      |                          | −                        |
| 3:1                    | 3:0                    | 0:0                    | 2:0                    | 2:2                    | 0:2                    | 3:1                    | 3:1                    | 3:0                    | 0:0                    | 3:0                    |                        | St Patrick’s Athletic | −                        | 1:0                      | 1:2                      | 0:1                      | 2:1                      | −                        | −                        | −                        | −                        | −                        | 0:2                      |                          |

## Relegation
|             | Gesamt |            | Hinspiel | Rückspiel |
| ----------- | ------ | ---------- | -------- | --------- |
| Limerick 37 | 1:2    | Finn Harps | 1:0      | 0:2 n. V. |

## Torschützenliste
| Pl. | Name            | Mannschaft             | Tore |
| --- | --------------- | ---------------------- | ---- |
| 01. | Richard Towell  | Dundalk FC             | 25   |
| 02. | Karl Sheppard   | Cork City              | 13   |
| 03. | David McMillan  | Dundalk FC             | 12   |
| 03. | Jake Keegan     | Galway United          | 12   |
| 03. | Vinny Faherty   | Limerick 37            | 12   |
| 03. | Daniel Corcoran | Sligo Rovers           | 12   |
| 03. | Michael Drennan | Shamrock Rovers        | 12   |
| 03. | Enda Curran     | Galway United          | 12   |
| 09. | Brandon Miele   | Shamrock Rovers        | 10   |
| 09. | Chris Forrester | St. Patrick’s Athletic | 10   |